# Dennis (busfabrikant)

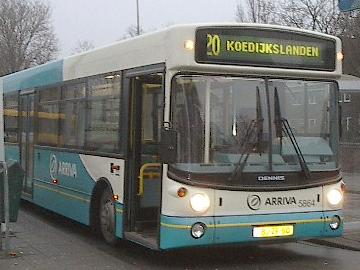
Een Dennis-bus van Arriva in Meppel

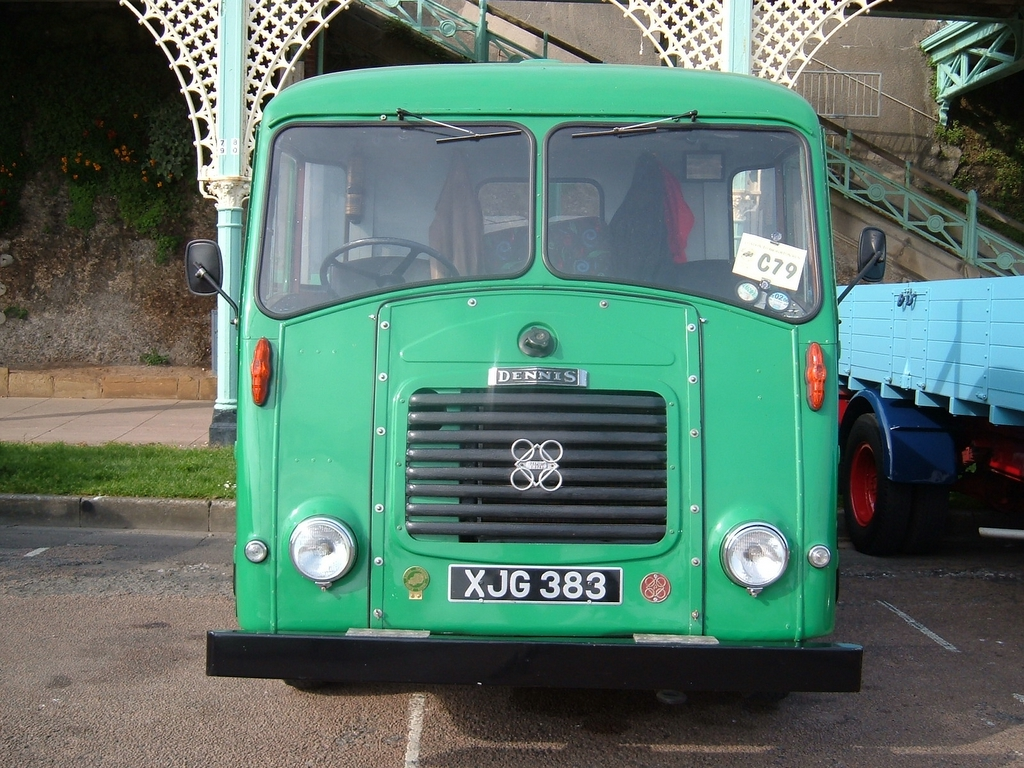
Dennis Pax flatbed truck

Dennis is een Engelse busbouwer en fabrikant van speciale voertuigen, gevestigd in Guildford in Surrey. Het bedrijf werd opgericht in 1895 als Dennis Brothers Ltd.. Dennis kent twee grote groepen van producten: brandweerwagens en bussen. Daarnaast bouwt het ook veegwagens en voertuigen voor vliegvelden. 
In 1972 werd Dennis overgenomen door de Hestair Group nadat het bedrijf in zwaar weer terecht was gekomen. In 1989 vond een managementbuy-out plaats en werd het bedrijf eigendom van Trinity Holdings. In oktober 1998 werd het bedrijf aan Mayflower Corporation verkocht.
In de jaren negentig werd het bedrijf in drie onderdelen opgesplitst:
- Dennis Fire - voor brandweerwagens;
- Dennis Bus - voertuigen voor het openbaar vervoer;
- Dennis-Eagle - gespecialiseerd in de fabricage van veegwagens en andere specialistische voertuigen.

Het bedrijf Mayflower Corporation verkocht in 1999 Dennis-Eagle. De bedrijven Dennis Bus en Dennis Fire werden weer onder één naam samengevoegd, dit bedrijf ging verder als Transbus International. In 2004 veranderde de naam naar het huidige Alexander Dennis.